# Mission: Impossible (film)
Mission: Impossible – amerykański film szpiegowski z 1996 roku. Pierwszy film z serii Mission: Impossible, bazujący na serialu telewizyjnym Mission: Impossible. Film został wyreżyserowany przez Briana De Palmę, a główną rolę zagrał w nim Tom Cruise jako Ethan Hunt.

## Fabuła
Ethan Hunt (Tom Cruise) jest agentem rządowej jednostki Impossible Mission Force (IMF) dowodzonej przez Jima Phelpsa (Jon Voight). Film rozpoczyna się, gdy poszczególni agenci zostają wybrani do wypełnienia misji w Pradze, która polega na zatrzymaniu zdrajcy przed sprzedażą tajnych dokumentów. Podczas misji prawie cały zespół zostaje zabity, włączając w to Phelpsa, a Ethan jest prawdopodobnie jedynym członkiem tej misji, który uniknął śmierci. Znikając z obszaru nieudanej misji, Hunt ustawia spotkanie z agentem Kittridgem (Henry Czerny), agentem CIA, w małej kawiarence, podczas którego dowiaduje się dlaczego jego koledzy z drużyny zginęli, oraz że to nie on jest winien temu, co się stało. Kittridge mówi też, że cała misja była jedynie próbą odnalezienia szpiega. Kittridge uświadamia Ethana, że z powodu tego, co się stało tej nocy, CIA podejrzewa, że to właśnie on jest kretem i że to on odpowiedzialny jest za zabicie wszystkich członków zespołu oraz że planuje wykraść listę wszystkich agentów IMF we wschodniej Europie (NOC), na której są zarówno kryptonimy agentów, jak ich prawdziwe imiona i nazwiska. Ethan uświadamia sobie, że jedyną szansą na oczyszczenie swojego imienia jest odnalezienie prawdziwego szpiega i wtedy też ucieka z restauracji powodując wybuch korzystając z „Red Light, Green Light Gum” (gumy, która wybucha w pięć sekund po zmieszaniu zielonej i czerwonej części).
Ethan rozpoczyna konwersację z tajemniczym osobnikiem nazwanym „Max” (Vanessa Redgrave), będącym dostawczynią nielegalnej broni. Po umówionym spotkaniu Ethan ostrzega ją, że otrzymała fałszywą listę na płycie wyposażonej w urządzenie śledzące. Obiecuje dostarczyć prawdziwą listę w zamian za 10 milionów dolarów i tożsamość kreta. Max i jej agenci uciekają, zabierając ze sobą Hunta, tuż przed tym, jak ekipa CIA napada na ich lokalizację.
Z pomocą zdezawuowanych agentów IMF: Luthera Stickela (Ving Rhames) i Franza Kriegera (Jean Reno), Hunt wykrada listę NOC z głównej siedziby CIA. Wtedy też dowiadują się, że za wszystkim stał Phelps. On i Claire (Emmanuelle Béart) stworzyli całą intrygę, aby ukraść pieniądze i zabić Ethana. Jim upozorował własną śmierć i zabił innych. Ethan odkrywa to przed tym, jak Jim próbuje uciec z pieniędzmi. Ethan, korzystając z „Red Light, Green Light Gum” (gumy, która wybucha w pięć sekund po zmieszaniu zielonej i czerwonej części), powoduje, że helikopter Jima wybucha razem z pilotującym Kriegerem (Jean Reno).
Kittridge po aresztowaniu Max odzyskuje listę, a następnie przywraca Hunta i Stickella (Ving Rhames) jako agentów IMF. Hunt nie jest pewien, czy wróci do jednostki, ale podczas lotu do domu stewardesa używa zakodowanej frazy (pyta, czy chciałby obejrzeć film i proponuje film z kina karaibskiego), aby zapytać go, czy jest gotowy podjąć się nowej misji.

## Obsada
- Tom Cruise – Ethan Hunt
- Jon Voight – Jim Phelps
- Emmanuelle Béart – Claire Phelps
- Henry Czerny – Eugene Kittridge
- Jean Reno – Franz Krieger
- Ving Rhames – Luther Stickell
- Kristin Scott Thomas – Sarah Davies
- Vanessa Redgrave – Max
- Ingeborga Dapkūnaitė – Hannah Williams
- Emilio Estevez – Jack Harmo
- Karel Dobrý – Matthias
- Marcel Iureș – Aleksander Golicyn
- Rolf Saxon – William Donloe
- Olegar Fedoro – kijowski agent
- Dale Dye – Frank Barnes

## Produkcja
Peter Graves, który grał Jima Phelpsa w serialu, odrzucił rolę w filmie, gdy dowiedział się, że Jim ma w filmie zginąć.
Lokalizacje, w których zrealizowano zdjęcia do filmu to: Praga (Muzeum Narodowe, Rynek Staromiejski, Most Karola), Langley w stanie Wirginia, Chicago i Londyn.
Podczas filmowania sceny, podczas której Tom Cruise zwisa z sufitu parę centymetrów nad ziemią, głowa Cruise’a cały czas dotykała powierzchni, dopóki Cruise nie wpadł na pomysł umieszczenia w butach monet w celu uzyskania równowagi.
Główny motyw muzyczny filmu nagrali Larry Mullen i Adam Clayton z zespołu U2.
Mission: Impossible był pierwszym filmem pokazanym jednocześnie w ponad 3 tysiącach kin w Stanach Zjednoczonych.

## Nieścisłości
- Jedna z sekwencji w filmie ma miejsce na dachu pędzącego pociągu. Pociąg rozpoznawany jest jako francuski TGV. Pociągi TGV wymagają umieszczonych powyżej kabli energetycznych, które nie są widoczne w filmie. W tej samej scenie TGV wjeżdża do tunelu Channel Tunnel. Pociągi TGV nie przejeżdżają przez żadne tunele. Usługi przewozowe pomiędzy Londynem a Paryżem są świadczone przez Eurostar, używającego pociągów British Rail Class 373, które są bliskimi odpowiednikami TGV. Również struktura tunelu jest nieprawidłowa, gdyż rzeczywisty Channel Tunnel to system trzech tuneli, a nie jednego, jak jest pokazane w filmie. Ta sekwencja była filmowana na linii Glasgow South Western Line w Szkocji (dlatego krajobraz nie przypomina Kent) z użyciem normalnych brytyjskich pociągów z obrazami TGV zmontowanymi za pomocą technik komputerowych.
- W filmie budynek ambasady amerykańskiej to w rzeczywistości Muzeum Narodowe. Dodatkowo budynek w filmie umiejscowiony jest nad rzeką Wełtawą. W rzeczywistości ani muzeum, ani ambasada nie są umieszczone nad rzeką.
- Restauracja „Aquarium”, gdzie Hunt spotyka się ze swoim oficerem, jest zlokalizowana na Starym Mieście w Pradze. W rzeczywistości nie ma tam takiej restauracji. Do stworzenia okolicy tej fikcyjnej restauracji wykorzystano zdjęcia istniejących budynków.
- W wielu częściach filmu ludzie przemieszczają się pomiędzy różnymi dzielnicami Londynu w bardzo krótkim czasie, pomimo że są one od siebie oddalone o wiele kilometrów.